# Oxyopes lineatus
Oxyopes lineatus är en spindelart som beskrevs av Pierre André Latreille 1806. Oxyopes lineatus ingår i släktet Oxyopes och familjen lospindlar. Utöver nominatformen finns också underarten O. l. occidentalis.